# Sumbawa
Sumbawa ist eine der Kleinen Sundainseln. Sie ist 15.448 km² groß und hat etwa 1.330.000 Einwohner.
Sumbawa gehört zur indonesischen Provinz Nusa Tenggara Barat. Der westliche Teil der Insel heißt Semawa mit dem Hauptort Sumbawa Besar. Der östliche Teil ist Bima mit dem Hauptort Bima-Raba.

## Geographie

### Lage
Die Mitte der Insel liegt bei 9° Süd und 118° Ost. Sumbawa ist etwa 280 km lang und 15–90 km breit, erstreckt sich in west-östlicher Richtung und umfasst eine Fläche von 15.448 km². Im Westen von Sumbawa liegt die Insel Lombok und im Osten Flores, dazwischen befinden sich noch die kleineren Inseln Komodo sowie Rinca. Im Süden erstreckt sich die Sawusee mit der Insel Sumba, im Norden die Floressee.
Um Sumbawa verteilen sich viele kleinere Inseln. Im Norden des Westteils sind das größere Moyo sowie die kleineren Inseln Medang und Satonda vorgelagert. Südöstlich von Sumbawa liegen in der Bucht Teluk Saleh, liegen Liang, Ngali und Rakiti. Nordöstlich von Sumbawa liegt die Insel Sangeang. Im Nordwesten liegen die kleinen Inseln Belang, Panjang, Saringi und Airtawar. Im Osten findet sich das Inselchen Kelapa.

### Landesnatur

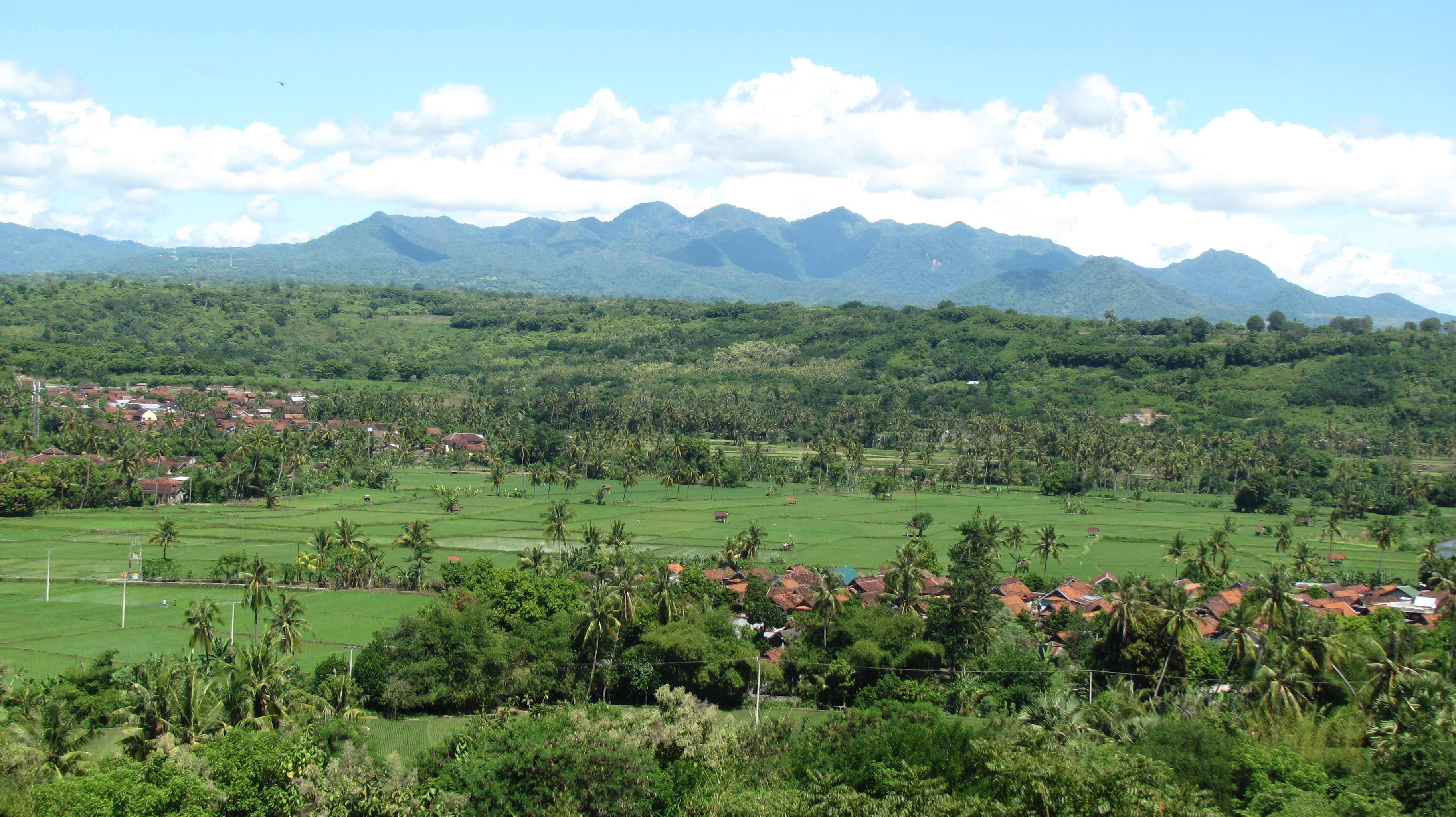
Reisfelder bei Sumbawa Besar.

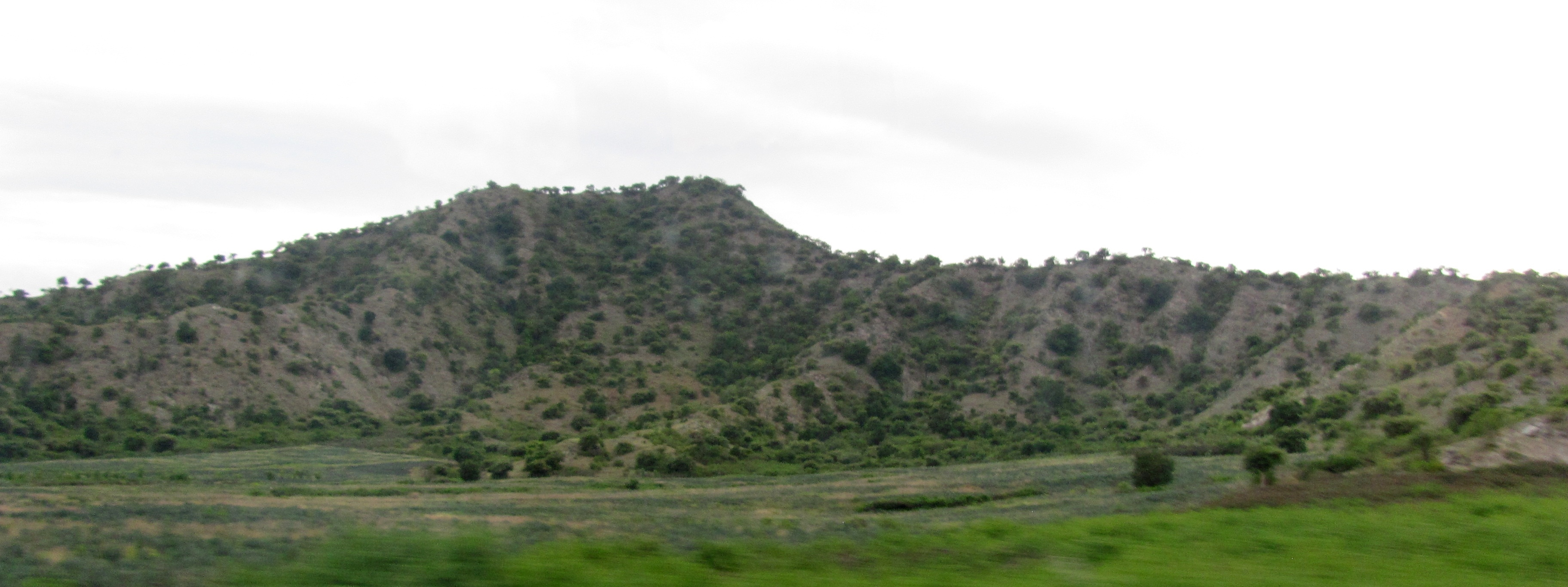
Typische Landschaft im Westen Sumbawas

Die Insel ist gebirgig, teilweise bewaldet und mit Buschland bedeckt. Zahlreiche Buchten prägen den Küstenverlauf.
Die neuntgrößte Insel Indonesiens ist grob gesehen in drei Teile gegliedert: einen West- und einen Ostteil, die durch eine schmale Landenge verbunden sind, sowie einer in den Norden ragenden Halbinsel mit dem 2850 m hohen Vulkan Tambora. Der Ausbruch des Tambora im Jahre 1815 hatte weltweite Auswirkungen.
Das Klima Sumbawas ist deutlich trockener als auf Lombok oder Bali, die Landwirtschaft, der Haupterwerbszweig der Bevölkerung, weniger ertragreich.

### Verwaltungsgliederung
Sumbawa besteht aus vier Regierungsbezirken (Kabupaten) und einer Stadt (Kota):
| Wappen | Kabupaten/Kota Regierungsbezirk/Stadt | Regierungssitz | Lage | Kecamatan Distrikte | Desa/Kelurahan Dörfer/Gemeinden | Fläche [km²] | Bevölkerung (Census 2020) | Einw./km² (Census 2020) |
| ------ | ------------------------------------- | -------------- | ---- | ------------------- | ------------------------------- | ------------ | ------------------------- | ----------------------- |
|        | Kab. Bima                             | Raba           |      | 18                  | - / 191                         | 4.389,40     | 514.106                   | 117,1                   |
|        | Kab. Dompu                            | Dompu          |      | 8                   | 9 / 72                          | 2.320,00     | 236.665                   | 102,0                   |
|        | Kab. Sumbawa                          | Sumbawa Besar  |      | 24                  | 8 / 157                         | 6.643,98     | 509.753                   | 76,7                    |
|        | Sumbawa Barat                         | Taliwang       |      | 8                   | 7 / 57                          | 1.849,02     | 145.798                   | 78,9                    |
|        | Kota Bima                             | Raba           |      | 5                   | 41 / -                          | 222,25       | 155140                    | 698,0                   |

## Bevölkerung

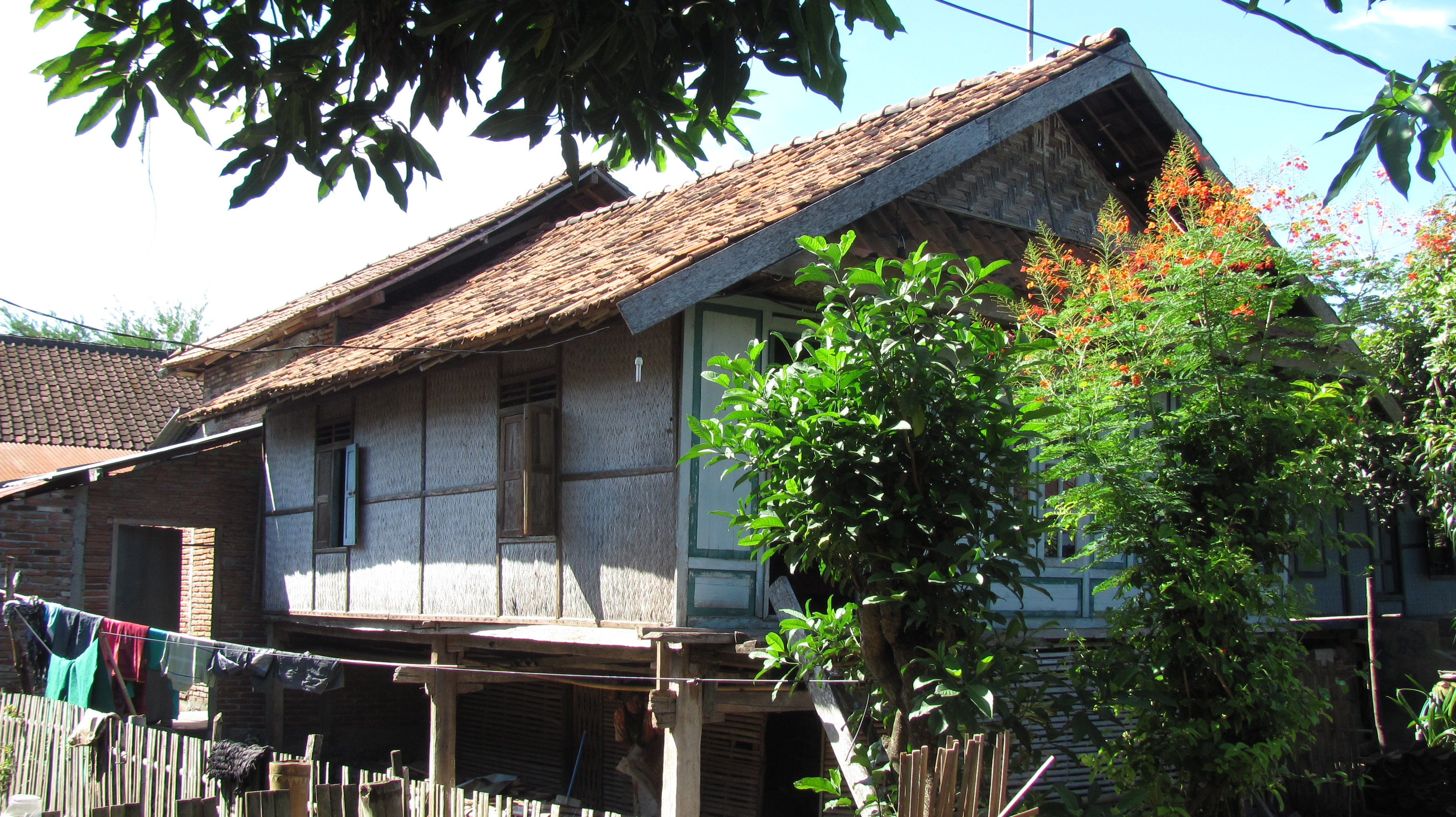
Traditioneller Baustil in Poto bei Sumbawa Besar.

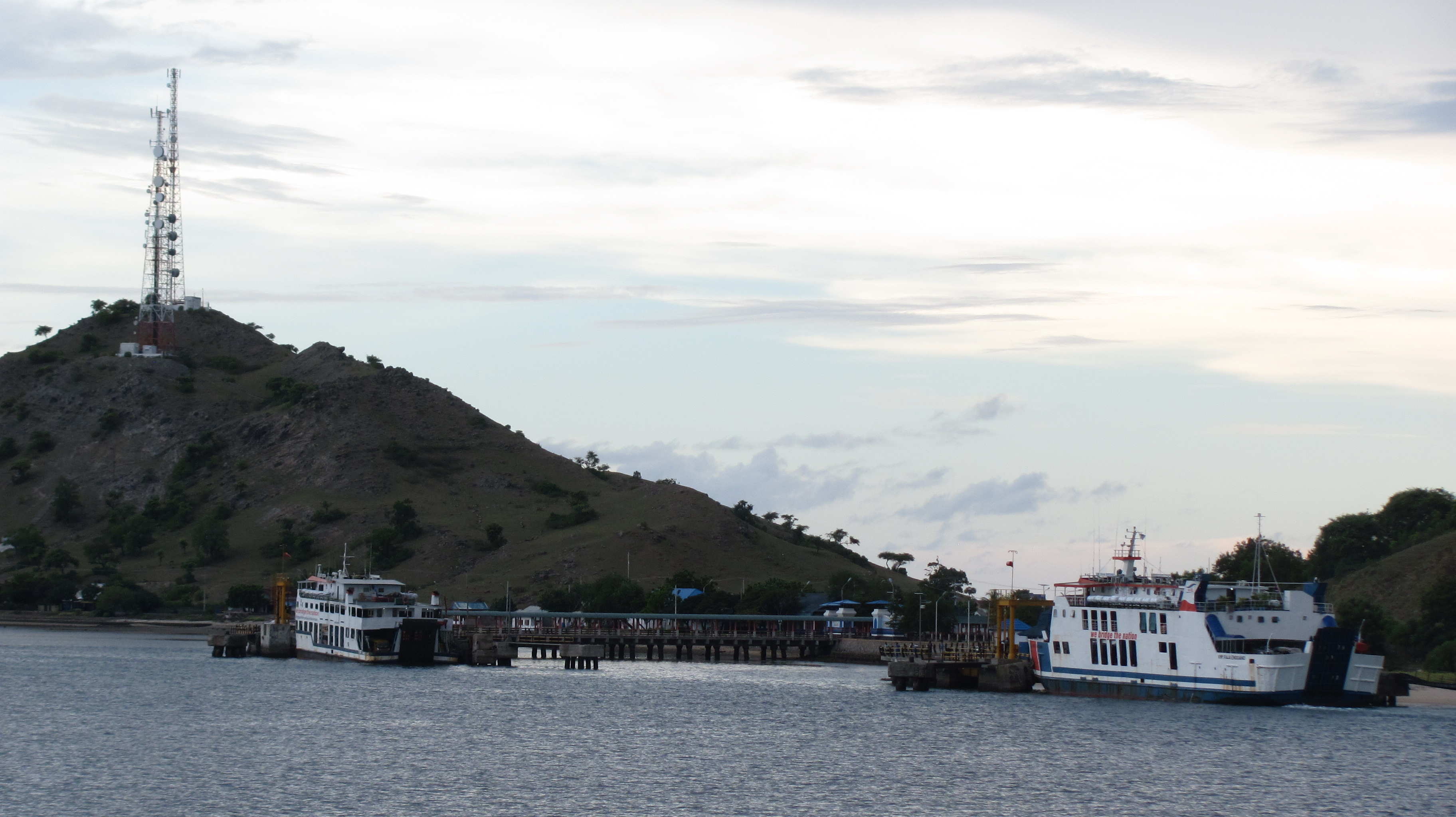
Poto Tano, der wichtigste Hafen Sumbawas

Die Volkszählung von 2010 ergab für Sumbawa einschließlich der vorgelagerten kleineren Inseln eine Einwohnerzahl von 1,33 Mio. Menschen. Dies entspricht 29,58 % der Einwohnerzahl der Provinz Nusa Tenggara Barat, die 4,5 Mio. Einwohner zählte. Fast alle Einwohner Sumbawas sind Moslems. Die beiden größten Städte, Bima mit 142.000 und Sumbawa Besar mit 60.000 Einwohnern, beide die Hauptstädte der gleichnamigen Distrikte, sind kulturelle Mittelpunkte zweier unterschiedlicher Volksgruppen mit zwei völlig verschiedenen Sprachen: In dem westlichen Distrikt Sumbawa spricht man Bahasa Semawa, dagegen wird im östlichen Bima Bahasa Bima gesprochen.
Wegen des relativ trockenen Klimas, in dem die Ernten nicht selten durch Dürren gefährdet sind, arbeiten  viele Einwohner Sumbawas im Mittleren Osten.
Mit einer Bevölkerungsdichte von 86 Einwohnern/km² ist Sumbawa für indonesische Verhältnisse dünn besiedelt.
Früher wurde im Nordosten Sumbawas Tambora gesprochen, die als westlichste Papuasprache gilt. Nach dem Ausbruch des gleichnamigen Vulkans 1815 starb die Sprache aus.

## Geschichte
Sumbawa war lange für den Export von Sandelholz bekannt. Auf der Insel lagen früher drei Sultanate mit eigenständiger Kultur und eigener Sprache: Bima im Osten, Tambora in der Mitte und Sumbawa im Westen. Zum Sultanat Bima gehörten im 17. Jahrhundert noch die Inseln Sumba, Solor und ein Teil von Flores. Der westliche Teil der Insel gehörte lange zum Hoheitsgebiet der Könige von Bali. Der Ausbruch des Tambora richtete 1815 schwere Verwüstungen auf Sumbawa an und forderte über 70 000 Menschenleben. Infolgedessen verarmte Sumbawa und verlor stark an Bedeutung. Nach der Unabhängigkeit Indonesiens wurde Sumbawa ein Teil der Provinz Nusa Tenggara Barat, deren Hauptstadt Mataram auf der Insel Lombok ist. Es bestehen jedoch Pläne, Sumbawa möglicherweise zu einer eigenständigen Provinz werden zu lassen.

## Wirtschaft und Verkehr
Ein bedeutender Wirtschaftsfaktor Sumbawas ist der Bergbau, in dem im Bezirk Sumbawa Barat rund 7 000 Erwerbstätige beschäftigt sind. In der Mine Batu Hijau unweit der Kleinstadt Maluk werden seit 2001 Gold und Kupfer abgebaut, allerdings auf anderen Inseln Indonesiens weiter verarbeitet. Die meisten Erwerbstätigen sind in der Landwirtschaft beschäftigt, die wegen der Trockenheit jedoch nicht so ertragreich ist wie auf den weiter westlich gelegenen Inseln Indonesiens. In erster Linie wird Reis angebaut, Bananen z. B. gedeihen auf Sumbawa nicht. Industrie fehlt fast vollständig. Der Tourismus ist kaum entwickelt und beschränkt sich auf die Südwestküste Sumbawas, wo Surfer günstige Bedingungen vorfinden.
Der weitaus bedeutendste Hafen Sumbawas ist Poto Tano an der Westküste, von wo aus täglich mehrere Schiffe nach Labuhan Lombok auf der Nachbarinsel Lombok ablegen. In Poto Tano beginnt eine größtenteils gut ausgebaute Überlandstraße, die Sumbawa quer von West nach Ost durchzieht und an der die wichtigsten Städte liegen. Von ihr zweigen weniger gute Nebenstraßen zu den Orten an der Nord- und Südküste ab. Vor allem die Südküste Sumbawas ist verkehrsmäßig unzureichend erschlossen. Der weitaus wichtigste Flugplatz Sumbawas befindet sich in Bima.
Der Flughafen des Hauptortes Sumbawa Besar erfuhr 2019 eine Modernisierung sowie wurde die Landebahn deutlich vergrößert um so die Landung von größeren Passagiermaschinen zu ermöglichen.